# Timber Hills
Timber Hills és una concentració de població designada pel cens dels Estats Units a l'estat de Pennsilvània. Segons el cens del 2000 tenia 329 habitants.

## Demografia
Segons el cens del 2000, Timber Hills tenia 329 habitants, 157 habitatges, i 113 famílies. La densitat de població era de 167,1 habitants/km².
Dels 157 habitatges en un 15,9% hi vivien nens de menys de 18 anys, en un 68,8% hi vivien parelles casades, en un 2,5% dones solteres, i en un 27,4% no eren unitats familiars. En el 25,5% dels habitatges hi vivien persones soles el 15,9% de les quals corresponia a persones de 65 anys o més que vivien soles. El nombre mitjà de persones vivint en cada habitatge era de 2,1 i el nombre mitjà de persones que vivien en cada família era de 2,47.
Per edats la població es repartia de la següent manera: un 13,4% tenia menys de 18 anys, un 2,7% entre 18 i 24, un 16,7% entre 25 i 44, un 41,9% de 45 a 60 i un 25,2% 65 anys o més.
L'edat mediana era de 53 anys. Per cada 100 dones de 18 o més anys hi havia 82,7 homes.
La renda mediana per habitatge era de 55.938 $ i la renda mediana per família de 81.906 $. Els homes tenien una renda mediana de 58.333 $ mentre que les dones 38.750 $. La renda per capita de la població era de 34.974 $. Cap de les famílies estaven per davall del llindar de pobresa.

## Poblacions més properes
El següent diagrama mostra les poblacions més properes.